# Paix sur le Rhin
Pour plus de détails, voir Fiche technique et Distribution.
Paix sur le Rhin est un film français réalisé par Jean Choux, sorti en 1938.

## Synopsis
Juste après l'armistice de 1918, en Alsace, s'opposent la rancœur anti-allemande des uns et la volonté de réconciliation des autres.
Les soldats de retour affrontent des réalités parfois brutales, le sculpteur Fritz Muller découvre que la femme qu'il aime en a épousé un autre, les deux frères Schaefer rentrent, Édouard sous l'uniforme français, Émile sous l'uniforme allemand. Édouard s'est marié avec une Parisienne. Émile veut épouser, Edwige, une Allemande. Le père Schaefer s'y oppose violemment ce qui provoque le départ d'Émile pour Strasbourg où il va épouser Edwige. Celle-ci est engagée comme infirmière dans une clinique où sera bientôt transporté le père Schaefer victime d'un accident.
Edwige va être amenée à lui donner son sang et à le soigner sans révéler qu'elle est l'épouse de son fils. Guéri, le père Schaefer invite Edwige à lui rendre visite, ce qu'elle fait avec Émile.

## Fiche technique
Source : Bifi.fr, sauf mention contraire
- Titre : Paix sur le Rhin
- Réalisation : Jean Choux, assisté d'Émile Roussel
- Scénario : Jean Choux et Edmond Fleg, d'après le roman "Friede am Rhein" (Paix sur le Rhin) de Pierre Claude, alias Léon Cerf (1893-1951), publié en 1935.
- Dialogues : Fernand Crommelynck
- Décors : Émile Duquesne
- Photographie : Joseph-Louis Mundwiller, Marcel Villet, Louis Stein
- Son : Joseph de Bretagne
- Montage : Jacques Saint-Léonard
- Musique : Marcel Lattès
- Photographe de plateau : Roger Corbeau
- Directeurs de production : André Labrousse, Jacques Lambert, Philippe Boutrot
- Société de production : P.S.R. Production
- Pays d'origine : France
- Format : Noir er blanc
- Durée : 94 minutes
- Genre : comédie dramatique[1]
- Date de sortie : 10 novembre 1938

## Distribution
- John Loder : Émile Schaefer
- Abel Jacquin : Fritz Muller
- Dita Parlo : Edwige
- Françoise Rosay : Françoise Schaefer
- Georges Peclet : Édouard Schaefer
- Michèle Alfa : Suzanne Schaefer
- Marianne Asel
- Camille Bert : le père Schaefer
- Pauline Carton : Anna, la servante
- Marcel Chabrier
- Mona Dol
- Georges Douking
- Lisa Florelly
- Jim Gérald : François Grets
- Claire Gérard
- Fernand Grey
- Jeanne Helbling : Marie Grets
- Jean Lambert
- Janine Lozda : la fiancée de Grets
- Rolla Norman : le major
- Éliane Pascal
- Thérèse Reignier : Mme Muller
- Raymond Rognoni
- Claude Roy
- Jean Sinoël : Jean, le domestique

## Commentaire
« Paix sur le Rhin (1938) se distingue dans le flot des films patriotiques et anti-allemands d'alors par des intentions pacifistes déjà hors de saison (c'est l'année de Munich) et qui rendent d'autant plus surprenante la présence de l'écrivain Edmond Fleg au générique (dialogue de Fernand Crommelynck) ».